# Alto Nilo (provincia)
L'Alto Nilo è una Mudiriya (provincia storica) del Sudan del Sud. Prende il nome dal Nilo Bianco, affluente del Nilo. Confina a nord con il Sudan, a est con l'Etiopia, a sud con la provincia di Equatoria e a ovest con la provincia di Bahr al-Ghazal. Ha una superficie di 236.208 km².
Dal 2010 al 2015 la regione comprendeva 3 Stati (in arabo Wilāyāt):
- Alto Nilo (stato), 77.773 con capitale Malakal;
- Unità (stato), 35.956 km² con capitale Bentiu;
- Jonglei, 122.479 km² con capitale Bor.